# Carl Sandberg (Historiker)
Carl Sandberg (* 3. Mai 1798 in Sandsjö, Jönköpings län; † 7. März 1879 in Stockholm) war ein schwedischer Historiker und Sammler von Archivalen, insbesondere der schwedischen Kameralistik und deren Geschichte.

## Leben
1829 heiratete er Kristina Glansberg. Eine Ehrendoktorwürde der Universität Uppsala im Jahre 1877 lehnte er ab.
Die nach ihm benannte Sammlung, Sandbergska samlingen, befindet sich heute im Reichsarchiv.